# Дјем
Дјем (фр. Dième) насеље је и општина у источној Француској у региону Рона-Алпи, у департману Рона која припада префектури Вилфранш сир Саон.
По подацима из 2011. године у општини је живело 194 становника, а густина насељености је износила 21,44 становника/km². Општина се простире на површини од 9,05 km². Налази се на средњој надморској висини од 330 метара (максималној 866 m, а минималној 396 m).

## Демографија
| 1962. | 1968. | 1975. | 1982. | 1990. | 1999. | 2011. |
| ----- | ----- | ----- | ----- | ----- | ----- | ----- |
| 37    | 61    | 56    | 71    | 83    | 112   | 194   |

График промене броја становника у току последњих година